# William F. Burns

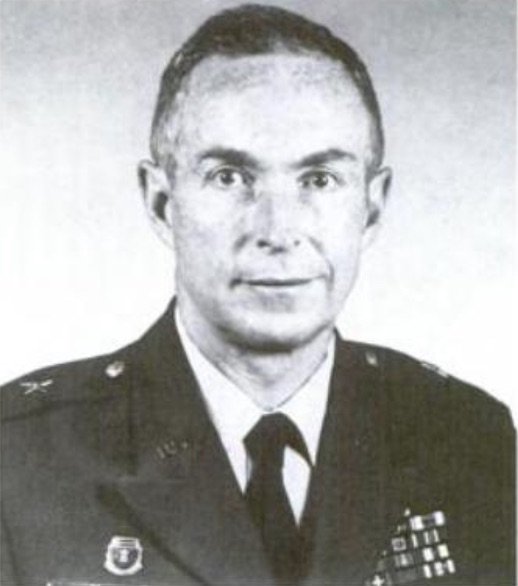
William F. Burns im Dienste der US-Streitkräfte

William F. Burns (* 23. Juni 1932 in Scranton, Pennsylvania; † 5. Juni 2021) war ein Generalmajor der US-Army.
Burns ist der Vater von William Joseph Burns, Beamter der US-Administration.
Burns war 1954 Offizier im US-Militär und im Verlauf seiner Karriere an folgenden Orten stationiert: Fort Bragg und Fort Sill. Er studierte am United States Army War College und der Princeton University und war auch in Übersee in Deutschland stationiert. Der Soldat wurde als Generalmajor pensioniert und wurde am 1. April 1988 von Ronald Reagan zum Direktor der U.S. Arms Control and Disarmament Agency ernannt. Er verließ diesen Posten am 15. März 1989 und ließ sich in Carlisle, Pennsylvania nieder.